# 方健宏
方健宏（1957年7月—），广东惠来人，广东省委党校经济管理专业毕业，省委党校在职研究生学历，歷任政协第十届广东省委员会常务委员、广东省委宣传部副部长、汕头市委副书记、广东省文化厅厅长、党组书记。現任廣東省政府參事

## 經歷
- 1975年8月，加入中国共产党[2]。1973年参加工作后历任惠来县前詹公社团委副书记；惠来县前征农场场长兼党支部书记；省委办公厅综合处副科长、科长；省委领导秘书；省委办公厅综合处副处长；花都县县委副书记兼县政府党组副书记；省委办公厅副主任；汕头市委副书记兼市委党校校长；省委宣传部副部长兼省社科联党组书记、文化大省建设和文化体制改革领导小组办公室主任等职。2007年4月任广东省文化厅党组书记，2008年3月任广东省文化厅党组书记、厅长，2021年3月起任广东省政府參事。